# François Adolphe Bruneau Audibran
François Adolphe Bruneau Audibran est un graveur à l'eau-forte, au burin et au pointillé français né à Paris le 8 septembre 1810 et mort dans la même ville, et actif au moins jusqu'en 1865.

## Biographie
François Adolphe Bruneau Audibran n'aît à Paris le 8 septembre 1810.
Il étudie auprès de François Gérard aux Beaux-Arts de Paris. L'École nationale supérieure des beaux-arts conserve un portrait du poète portugais Luís de Camões gravé par l'élève d'après le maître.
Audibran est installé successivement à Paris au 1, rue d'Ulm selon des sources de 1844, au 55, rue Saint-André-des-Arts selon des sources de 1847, au 6, rue des Francs-Bourgeois-Saint-Michel selon des sources de 1848, au 20, rue Vitruve selon des sources de 1882 et expose au Salon de 1840 à 1865.
François Adolphe Bruneau Audibran meurt dans le 14e arrondissement de Paris le 1er juillet 1883.

## Contributions bibliophiliques

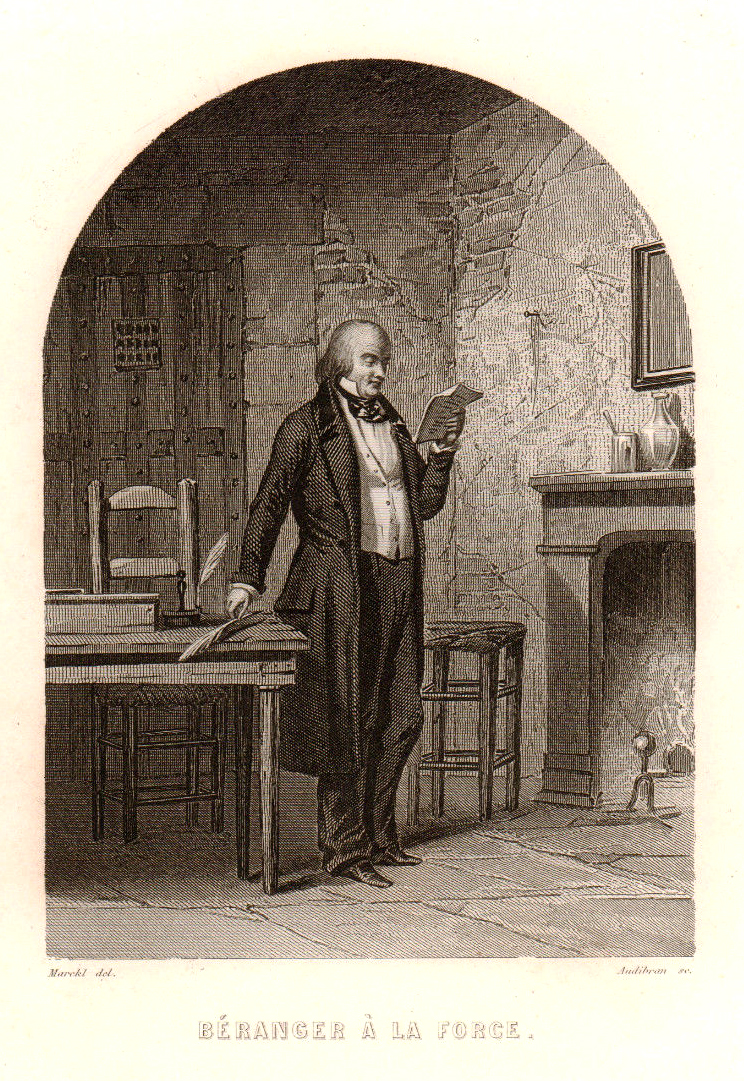
Béranger à la prison de La Force

- Charles Gavard, Galeries historiques de Versailles, 1840 : on y trouve, gravé par François Adolphe Bruneau Audibran :
  - Le Lever du siège d'Orléans, 18 mai 1429, d'après Ary Scheffer[8].
  - Le portrait d'Élisabeth-Charlotte de Bavière, duchesse d'Orléans avec ses enfants.
- Charles Lamb (traduction d'Alphonse Borghers, introduction de Philarète Chasles), Contes shakespeariens, gravures sur acier dont Hamlet et le fantôme par François Adolphe Bruneau Audibran, Baudry, Paris, 1842[9].
- Jules-Édouard Alboize de Pujol et Auguste Maquet, Les Prisons de l'Europe, gravure Pierre-Jean de Béranger à la prison de La Force par François Adolphe Bruneau Audibran d'après Louis Markl, Administration de la Librairie, 1845.
- Pierre-Jean de Béranger, Œuvres complètes, Perrotin, Paris, 1846.
- Louis-Isaac Lemaistre de Sacy, La Bible traduite par Lemaistre de Sacy, François Adolphe Bruneau Audibran parmi les trente deux gravures, deux volumes, Furne et Cie, Paris, 1846.
- Alphonse de Lamartine, Histoire des Girondins, gravures sur acier de portraits par François Adolphe Bruno Audibran, Félicie Fournier, James II Hopwood, Léon Mauduisson, huit volumes, Furne, Wilfrid Coquebert, 1848. Parmi les gravures d'Audibran, on y trouve le Portrait d'Antoine Fouquier-Tinville d'après Auguste Raffet.
- Eugène Sue, Les Mystères du peuple, ou histoire d'une famille de prolétaires, cent sept gravures sur acier notamment par François Adolphe Bruneau Audibran, Augustin Burdet, Édouard Follet, James II Hopwood, Léopold Massard, Marc Antoine Claude Monnin, Jean-Jacques Outhwaite, Jean-Charles Pardinel, onze tomes, Administration de la Librairie, Paris, 1849-1857. Parmi les gravures d'Audibran, on y trouve :
  - Mamm'Margarid abaisse trop tard sa quenouille, d'après Henri-Désiré Charpentier pour La Faucille d'or, ou Hêne, la vierge de l'île de Sên, an 57 avant Jésus-Christ.
  - L'exécution, d'après Henri-Désiré Charpentier pour La Clochette d'airain.
- Jean-Marie Bonnassieux, Douze statues de la Vierge, gravures par François Adolphe Bruneau Audibran et Henri-Joseph Dubouchet, Firmin Didot, Paris, 1879.

## Collections publiques

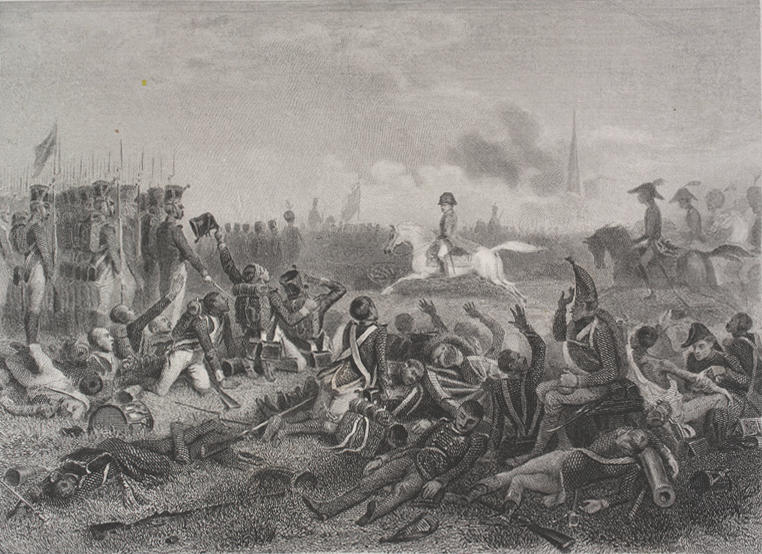
La Bataille de Lützen (1813)

### Belgique
- Archives générales du Royaume, fonds Vendôme-Nemours, Bruxelles, Le Duc d'Orléans et le Duc d'Aumale au camp de l'Affroun, gravure d'après Henri Félix Emmanuel Philippoteaux.

### Canada

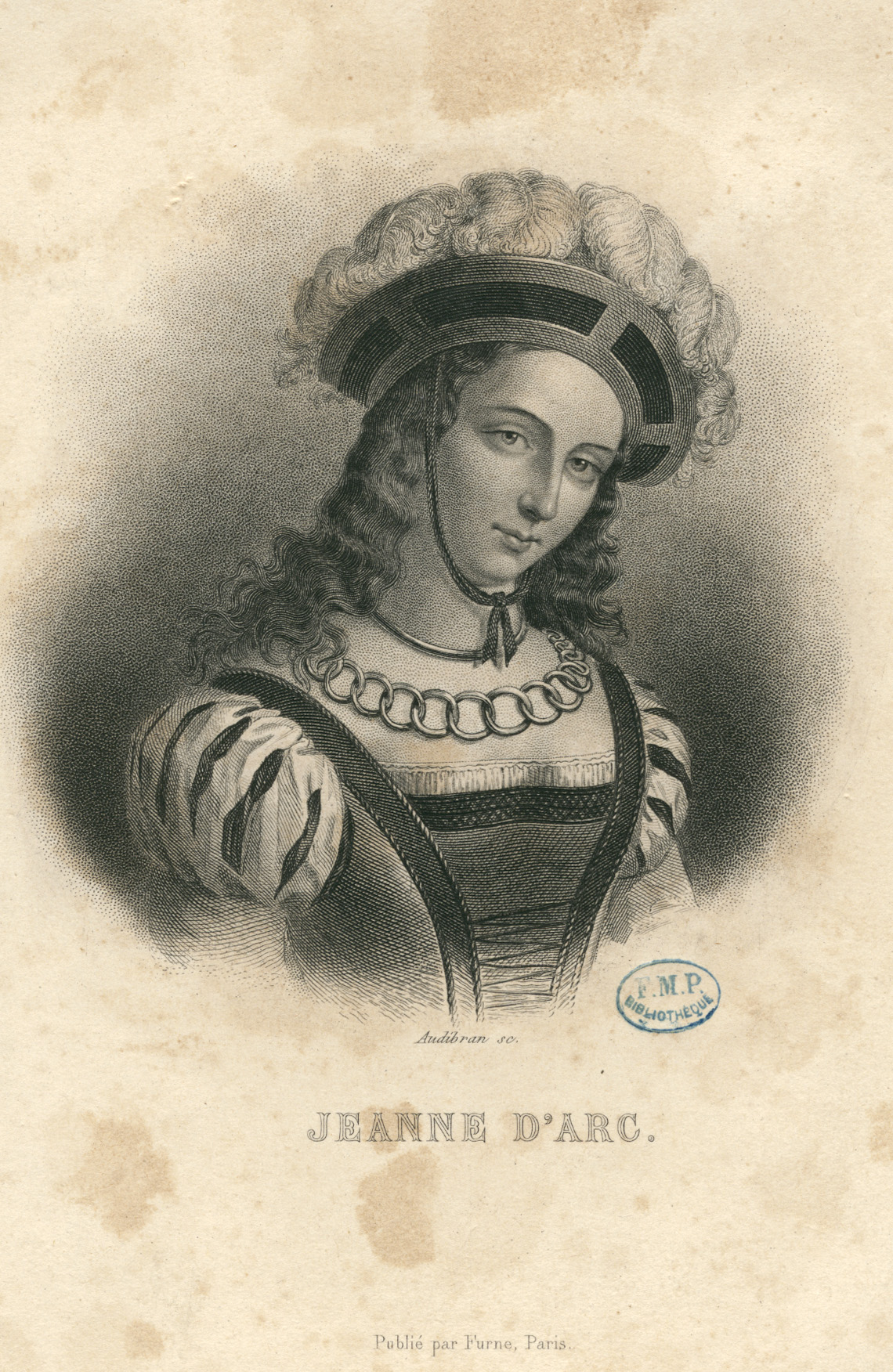
Portrait de Jeanne d'Arc

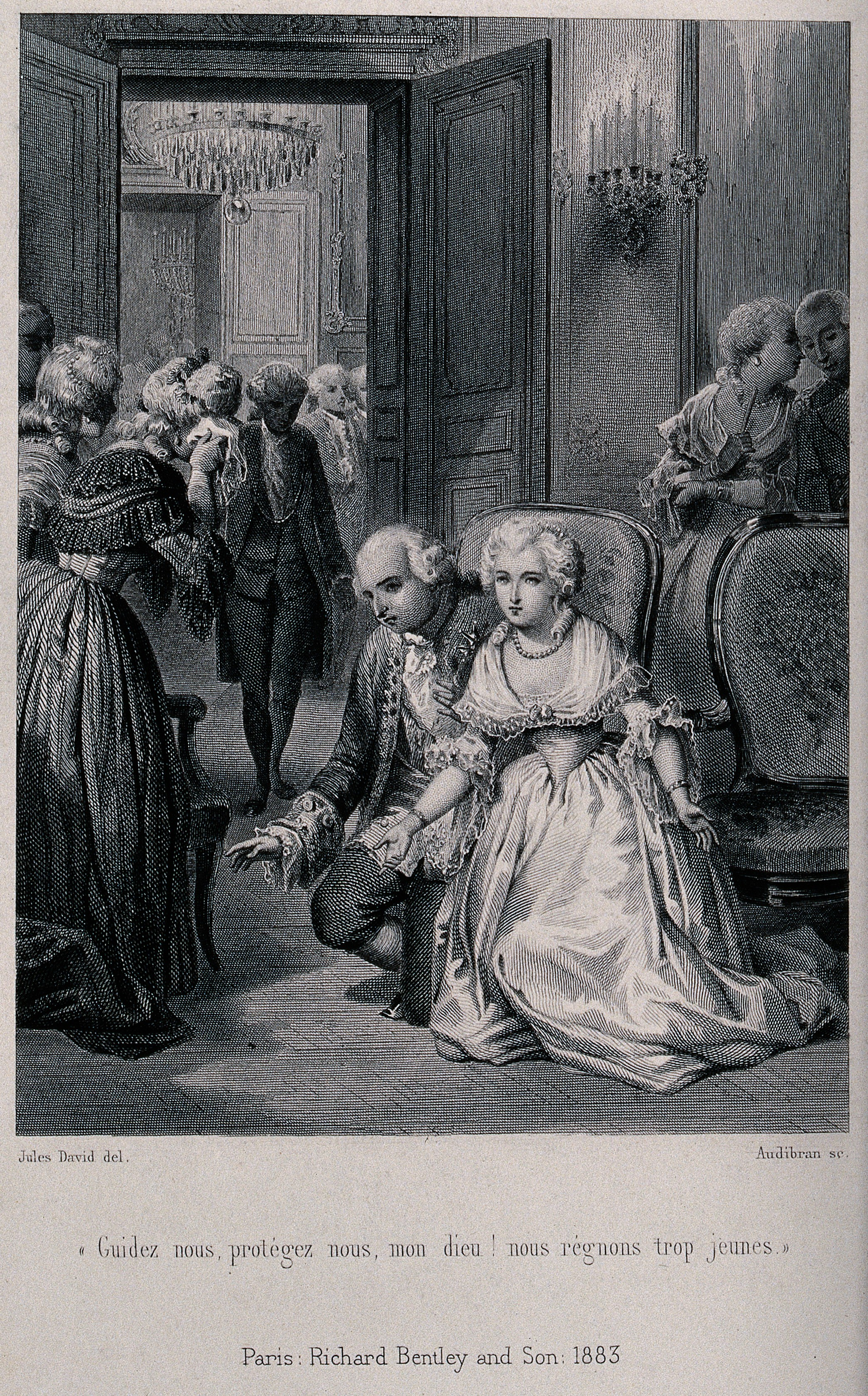
Guidez-nous, protégez-nous, mon Dieu, nous régnons trop jeunes !

- Université McGill, Montréal, gravures de la collection « Napoléon » :
  - La Bataille de Lützen (1813), d'après Auguste Raffet.
  - La Bataille de Waterloo (18 juin 1815), d'après Charles de Steuben.

### États-Unis
- Mead Art Museum, Amherst (Massachusetts), Destruction de meubles dans la rue, gravure d'après Eugène-Louis Charpentier[10].
- Fogg Art Museum, Cambridge (Massachusetts), gravures de l'ancienne collection John W. Randall :
- Daniel dans la fosse aux lions, gravure d'après Auguste Raffet[11].
- Le Comte de Morny[12].
- Metropolitan Museum of Art, New York :
  - Le Crime et sa victoire, gravure d'après Pierre-Paul Prud'hon[13].
  - La Dame de Monsoreau, gravure d'après Jules David (en)[14].
- Bibliothèque Folger Shakespeare, Washington, Roméo et Juliette, gravure.

### France
- Musée des Beaux-Arts d'Angers, Luther jette dans les flammes le livre des décrétales et la bulle, gravure au burin d'après Auguste Raffet[15].
- Bibliothèque municipale de Dijon, Portrait de la Marquise d'Alquyar, gravure.
- Archives départementales de l'Aisne, Laon, Portrait en buste d'Antoine Fouquier-Tinville lisant, deux citoyens au second plan, gravure d'après Auguste Raffet.
- Bibliothèque interuniversitaire de santé, Paris, Portrait de Jeanne d'Arc, gravure[16].
- Département des estampes et de la photographie de la Bibliothèque nationale de France, Paris.
- École nationale supérieure des beaux-arts, Portrait de Luís de Camões, gravure d'après François Gérard[1].
- Musée Carnavalet, Paris :
  - Lever du siège d'Orléans, 18 mai 1429, eau-forte d'après Ary Scheffer[8].
  - Napoléon oassant en revue sa garde, d'après Auguste Raffet[17].
- Château de Versailles, Entrée de Jeanne d'Arc à Orléans, 8 mai 1429, gravure d'après Henry Scheffer[18].

### Italie
- Pinacothèque Repossi (it), Chiari, Le Duc d'Orléans et le Duc d'Aumale au camp de l'Affroun, gravure d'après Henri Félix Emmanuel Philippoteaux[19].
- Musei Civici de Monza, L'Immaculée Conception, gravure[20].

### Lituanie
- Musée lituanien d'art (lt), Vilnius, Sainte Philomène, gravure d'après Jonas Kazimieras Vilčinskis (lt), 1871[21].

### Pays-Bas
- Rijksmuseum Amsterdam, Le Comte de Morny, gravure.

### Pologne
- Bibliothèque nationale de Pologne, Varsovie, gravures :
  - Répression après la révocation de l'Édit de Nantes, d'après Auguste Raffet.
  - La Redoute de Szewardino, d'après Auguste Raffet.
  - Portrait de Géraud Christophe Michel Duroc, d'après Eugène-Louis Charpentier.

### Portugal
- Bibliothèque nationale du Portugal, Portrait de Luís de Camões, gravure d'après François Gérard[22].

### Royaume-Uni
- British Museum, Londres, Ulm, gravure d'après Auguste Raffet[23].
- Wellcome Collection, Londres, "Guidez-nous, protégez-nous, mon Dieu, nous régnons trop jeunes !" (Louis XVI et Marie-Antoinette priant à genoux à la mort de Louis XV, 10 mai 1774, gravure d'après Jules David[24].